# Ultima (entreprise)

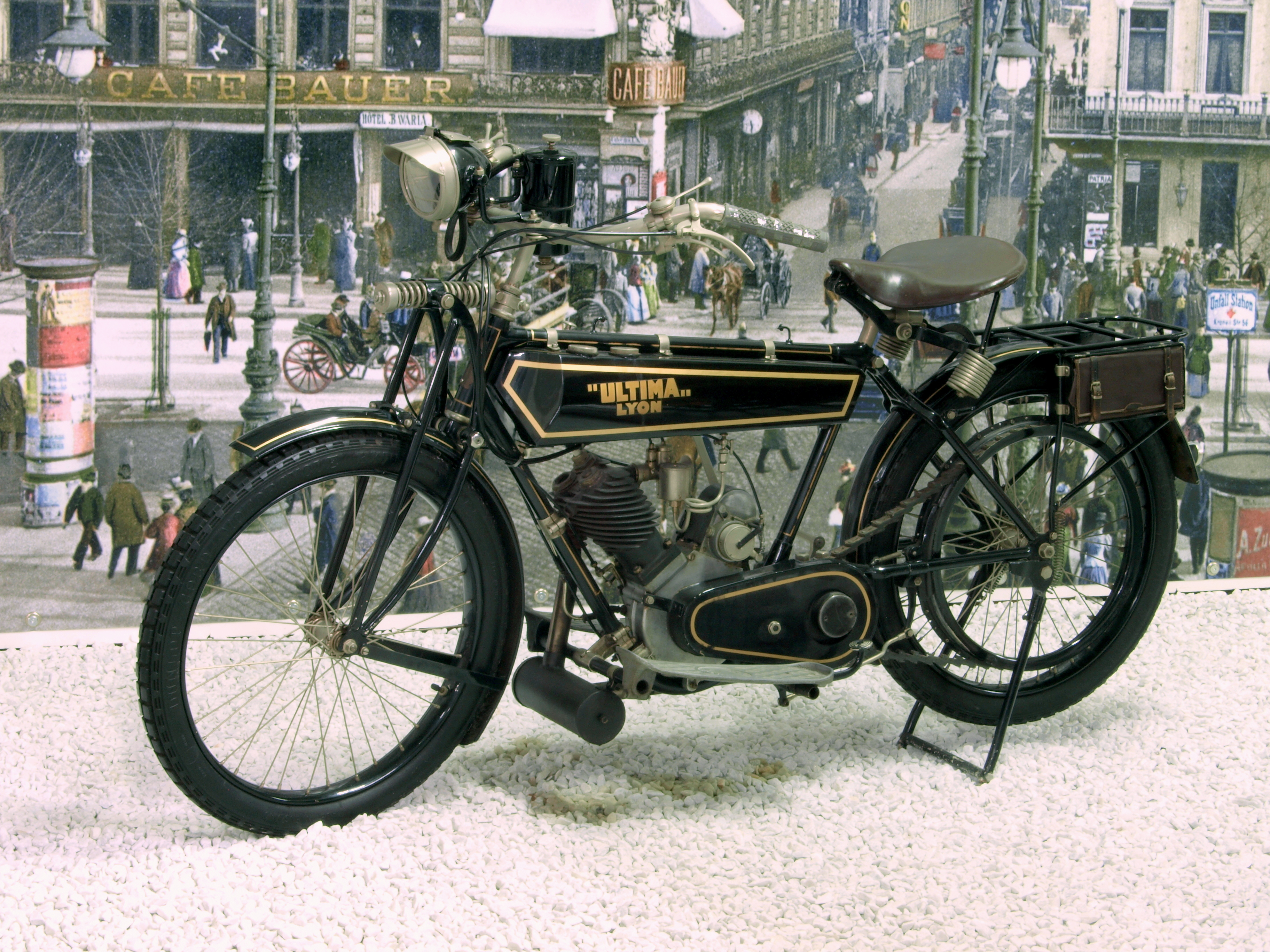
Ultima EB 1064, 400 cm³ (1922-1923)

Ultima est un constructeur de motocyclettes de 1906 à 1958 situé à Lyon.

## 1906-1914
Durant cette période, la société Ultima produit des moteurs pour d'autres entreprises motocyclistes.
La particularité des machines Ultima, des années 1920 à 1945, réside dans le fait que seule la magnéto est achetée chez un fabricant extérieur à l'usine, toutes les autres pièces sont fabriquées sur place.
Ainsi, une large gamme de motos de 100 à 500 cm3 sera estampillée « Ultima ».

## 1914-1958
En 1914, la première moto Ultima est commercialisée.

### Les années 1920
Les types A (350 cm3), B (350 cm3) et C (500 cm3, bicylindre en V) sont produits dans les usines Ultima de Lyon.

### Les années 1930

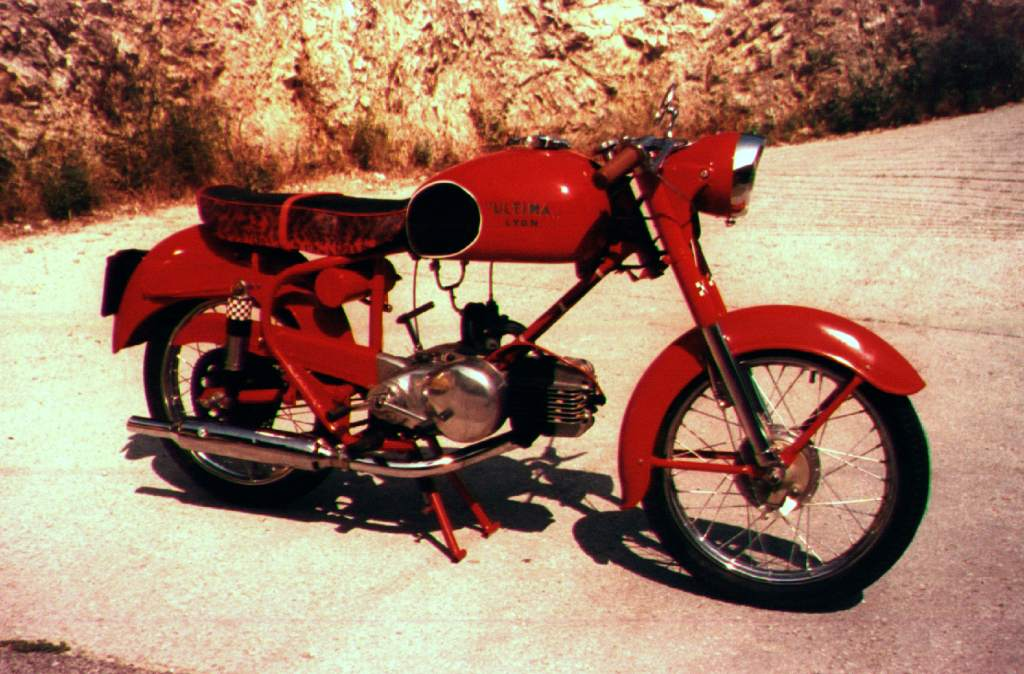
Ultima 125 Sport de 1956, une des dernières productions de la marque.

Les types D (350 ou 500 cm3), U (250 ou 350 cm3), V (100 cm3) et Z (175 cm3) étayent la gamme.

## Après 1958
Ultima fabriquera des pièces pour machines à laver.